# Restauració dental

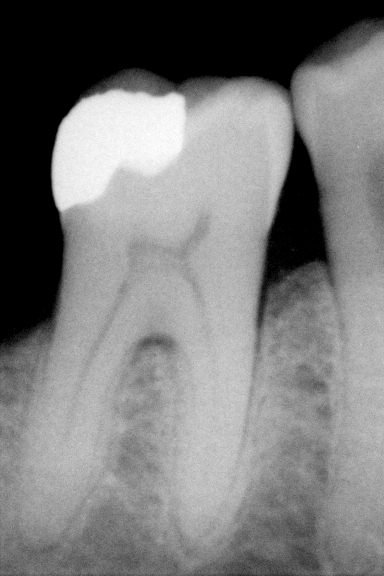
Radiografia d'un empastament.

La restauració dental són tractaments que s’utilitzen per restablir la funció, la integritat i la morfologia de l'estructura de les dents que falten com a resultat de càries o traumes externs, així com per a la substitució d’aquesta estructura suportada per implants dentals. Són de dos grans tipus, directes i indirectes, i es classifiquen a més per ubicació i mida. L'endodòncia, per exemple, és una tècnica restauradora que s’utilitza per omplir l'espai on resideix normalment la polpa dental.

## Preparació

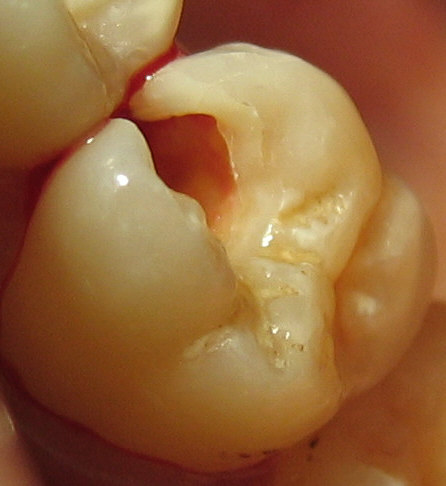
Dent # 3, primer molar superior dret, en l'inici de la preparació. L'esmalt dental blanc exterior apareix intacte, mentre que la dentina groga, subjacent, apareix rebaixada. Això es deu al fet que la dentina es va desintegrar i, per tant, es va eliminar. Aquesta porció de l'esmalt ara no és compatible i s’hauria d’eliminar per evitar futures fractures.

El restabliment de la forma i la funció d’una dent requereix dos passos, que són la preparació de la dent per col·locar els materials reparadors, i la col·locació d'aquests materials.
El procés de preparació normalment consisteix a tallar la dent amb una peça de mà dental o un làser dental per fer espai per als materials restauratius previstos i per eliminar qualsevol càries o porcions de la dent que siguin estructuralment inestables. Si la restauració permanent no es pot dur a terme immediatament després de la preparació de les dents, es pot realitzar una restauració temporal.
Els materials que s'utilitzen per a la reparació dental poden ser or, amalgama, compòsits dentals, ciment ionòmer de vidre o porcellana, entre d'altres. Els preparatius intracoronals, dins el límit de la corona d'una dent inclouen totes les classes de preparacions per a cavitats per a compostos o amalgames, així com per a incrustacions d’or, porcellana o les pròtesis parcials extraïbles. Les preparacions extracoronals proporcionen un nucli o base sobre el qual es col·locarà material reparador per tornar la dent a una estructura funcional i estètica, com corones, incrustacions, o xapes.
A l’hora de preparar una dent per a una restauració, cal tenir en compte les càries i l'eliminació de l'esmalt no suportat.

## Tipus

### Directes
Aquesta tècnica consisteix a col·locar un farciment suau o manejable a la dent preparada, construir la dent i deixar endurir el material per restaurar la dent. L’avantatge de les restauracions directes és que normalment s’estableixen ràpidament i es poden col·locar en un sol procediment. L’odontòleg té diverses opcions d’ompliment diferents per triar. Normalment es pren una decisió en funció de la ubicació i la gravetat de la cavitat associada. Atès que el material s’ha de fixar mentre està en contacte amb la dent, l'energia limitada (calor) es transmet a la dent a partir del procés d’adaptació.

### Indirectes

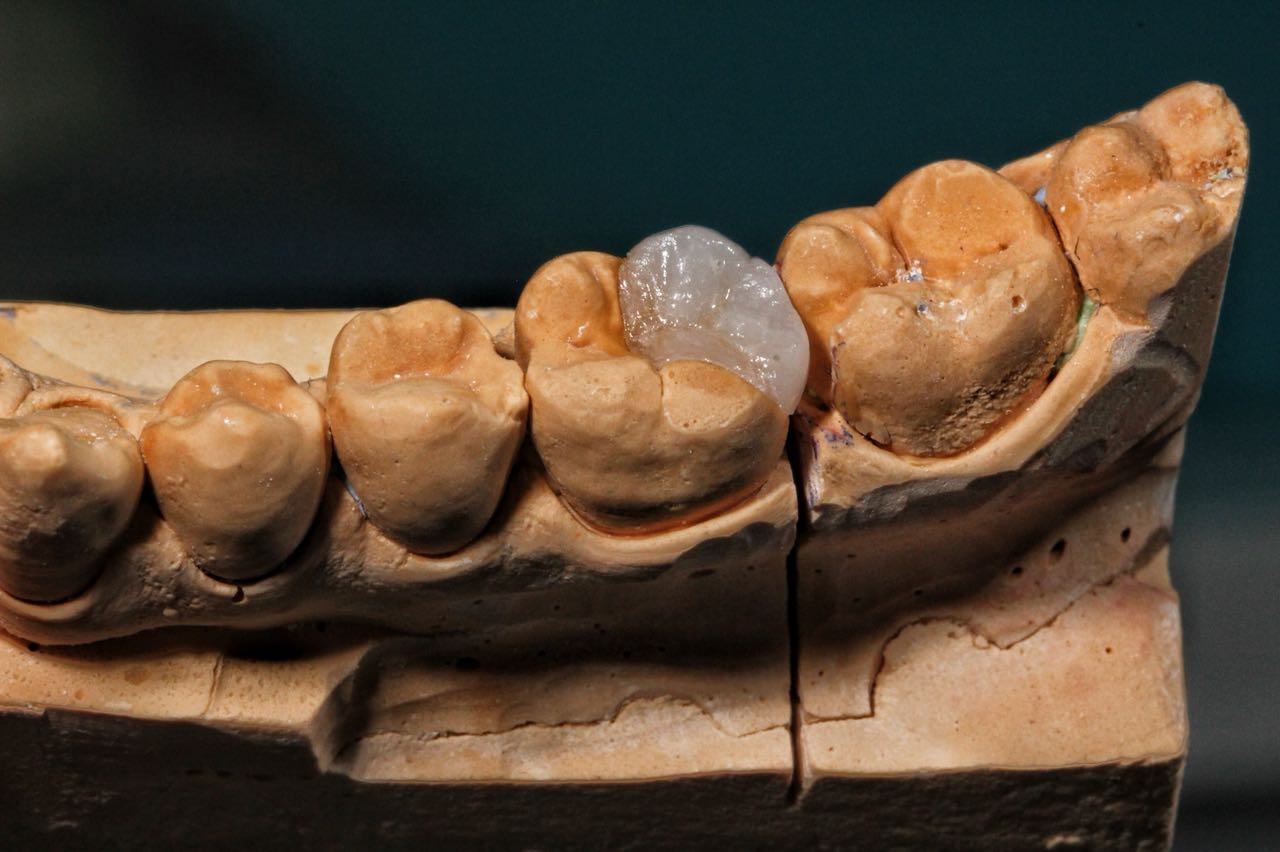
Una restauració indirecta fabricada en un model de ceràmica per després implementar sobre una estructura dental natural.

En aquesta tècnica, la restauració es fabrica fora de la boca mitjançant les impressions dentals de la dent preparada. Les restauracions indirectes habituals inclouen incrustacions, corones, ponts i xapes. Normalment, un tècnic dental fabrica la restauració indirecta a partir dels registres que ha proporcionat el dentista. La restauració acabada s’acostuma a unir permanentment amb ciment dental. Les restauracions indirectes habituals es fan amb or o ceràmica.
Mentre es prepara la restauració indirecta, de vegades s’utilitza una restauració provisional / provisional per cobrir la dent preparada per ajudar a mantenir els teixits dentals circumdants.
Les pròtesis dentals de vegades es consideren una forma de restauració dental indirecta, ja que estan fetes per substituir les dents que falten. Hi ha nombrosos tipus d’accessoris de precisió per ajudar a fixar la pròtesi extraïble a les dents, inclosos els imants, clips, ganxos i implants, que poden ser vistos com una forma de restauració dental.
El mètode CEREC és un procediment de restauració CAD / CAM. Es fa una impressió òptica de la dent preparada mitjançant una càmera. A continuació, el programari específic pren la imatge digital i la converteix en un model virtual 3D a la pantalla de l'ordinador. A la fresadora es col·loca un bloc de ceràmica que coincideix amb l’ombra de les dents. Quan s'acaba la peça ceràmica, del color de les dents, es pot posar al seu lloc.
Un altre mètode de fabricació és importar fitxers CAD natius STL i natius a productes de programari CAD / CAM que guien l'usuari durant el procés de fabricació. El programari pot seleccionar les eines, les seqüències de mecanitzat i les condicions de tall optimitzades per a determinats tipus de materials, com ara titani i zirconi, i per a pròtesis particulars, com ara capes i ponts. En alguns casos, la complexitat d'alguns implants requereix l'ús de mètodes de mecanitzat de 5 eixos per arribar a totes les parts del treball.

## Classificacions de la cavitat

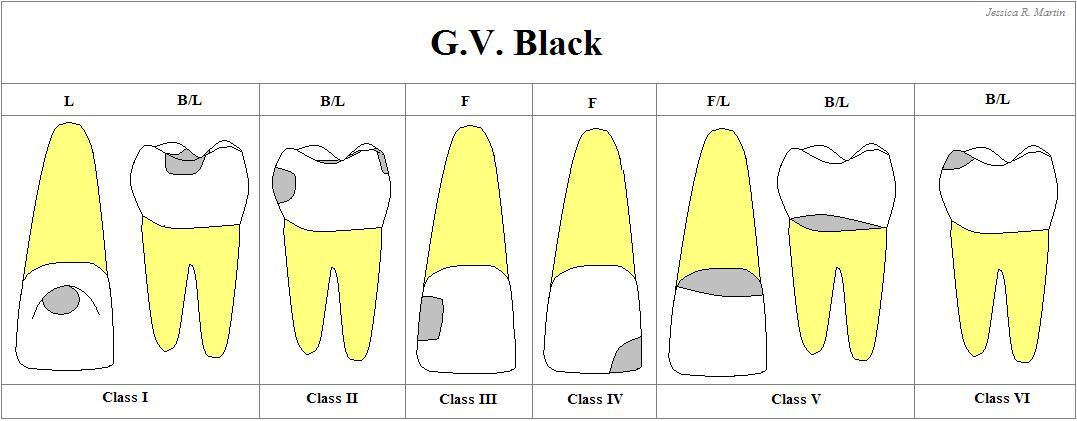
Classificació GV Negre de Restauracions

Classificació de Greene Vardiman Black :
GV Black va classificar les cavitats en funció del seu lloc:
- Càries de classe I que afecten el pou i la fissura, sobre superfícies oclusals, bucals i linguals de molars i premolars, i palatals d’incisius maxil·lars.
- Càries de classe II que afecten superfícies proximals de molars i premolars.
- Càries de classe III que afecten les superfícies proximals de centrals, laterals i cúspides.
- Càries de classe IV que afecten proximal, incloses les vores incisals de les dents anteriors.
- Càries de classe V que afecten 1/3 de les superfícies facials o linguals de les dents anteriors o posteriors.
- Càries de classe VI que afecten les puntes cúspides de molars, premolars i cúspides.

Classificació de Graham J. Mount:
Classifica les cavitats en funció del seu lloc i mida. La classificació proposada es va dissenyar per simplificar la identificació de les lesions i definir-ne la complexitat a mesura que augmenten.
Lloc:
- Fossa / fissura: 1
- Zona de contacte: 2
- Cervical: 3

Mida:
- Mínim: 1
- Moderat: 2
- Ampliat: 3
- Extens: 4

## Materials utilitzats

### Aliatges
Els següents aliatges metàl·lics de fosa s’utilitzen principalment per fabricar corones, ponts i pròtesis dentals. El titani, generalment pur comercialment, però de vegades un aliatge del 90%, s’utilitza com a ancoratge per als implants dentals, ja que és biocompatible i es pot integrar a l’os.
- or (alta puresa: 99,7%)
- aliatges d'or (amb alt contingut d'or)
- aliatge or-platí
- aliatge plata-pal·ladi
- aliatge de cobalt-crom
- aliatge de níquel-crom

### Amalgama
Les amalgames són aliatges formats per una reacció entre dos o més metalls, un dels quals és el mercuri. És un material dur restaurador i de color gris platejat. L’amalgama dental es va utilitzar àmpliament en el passat amb un alt grau d’èxit, tot i que recentment la seva popularitat ha disminuït a causa de diversos motius.
La composició de l’amalgama dental està controlada per la norma ISO per a l’aliatge d’amalgama dental (ISO 1559). Els components principals de l’amalgama són la plata, l'estany i el coure També hi són presents altres metalls i petites quantitats d’elements menors com zinc, mercuri, pal·ladi, platí i indi. Les versions anteriors de les amalgames dentals, conegudes com a amalgames "convencionals", constaven d'almenys un 65% en pes de plata, un 29% en estany i menys d'un 6% en pes de coure. Les millores en la comprensió de l'estructura de l'amalgama després del 1986 van donar lloc a aliatges d'amalgama enriquits en coure, que contenen entre un 12% i un 30% en pes de coure i almenys un 40% en pes de plata. El nivell més alt de coure va millorar la reacció de fixació de l’amalgama, donant una major resistència a la corrosió i una força primerenca després de la presa.
Les contraindicacions de l’amalgama són si l'estètica és primordial per al pacient a causa del color del material. Cal evitar les amalgames si el pacient té antecedents de sensibilitat al mercuri o altres components de l’amalgama. A més d'això, s'evita l'amalgama si hi ha una pèrdua extensa de substància dental de tal manera que no es pot produir una cavitat retentiva o si es necessitaria una eliminació excessiva de la substància dental saludable per produir una cavitat retentiva.
Els avantatges de l’amalgama inclouen la durabilitat; si es col·loquen en condicions ideals, hi ha proves del bon rendiment clínic a llarg termini de les restauracions. El temps de col·locació de l’amalgama és més curt en comparació amb el dels compostos i la restauració es pot completar en una única cita. El cost de la restauració sol ser més barat que les restauracions compostes.
L’amalgama no s’uneix fàcilment a la dent i, per tant, depèn de formes mecàniques de retenció. Alguns exemples d’això són les retallades, ranures / ranures o pals del canal radicular. En alguns casos, això pot requerir que s’eliminin quantitats excessives d’estructura dental sana. Per tant, s’utilitzen materials alternatius a base de ciment a base de resina o de ionomer de vidre per a restauracions més petites, incloses les càries per a fosses i petites fissures. També hi ha un risc de ruptura marginal a les restauracions. Això podria ser degut a la corrosió que pot provocar "rastreig" i "abandonament" de la restauració. La fluïdesa es pot definir com la tensió interna lenta i la deformació de l’amalgama sota tensió. Aquest efecte es redueix incorporant coure als aliatges d’amalgama. Alguns pacients poden experimentar reaccions de sensibilitat local a l’amalgama.
Tot i que el mercuri de l’amalgama curada no està disponible com a mercuri lliure, existeix preocupació per la seva toxicitat des de la invenció de l’amalgama com a material dental. Està prohibit o restringit a Noruega, Suècia i Finlàndia.

### Or directe
Els farcits d'or directes es van practicar durant els temps de la Guerra Civil a Amèrica. Tot i que avui en dia s’utilitza rarament, a causa de les despeses i els requisits d’entrenament especialitzat, es pot utilitzar paper d’or per a restauracions dentals directes.

### Resina composta

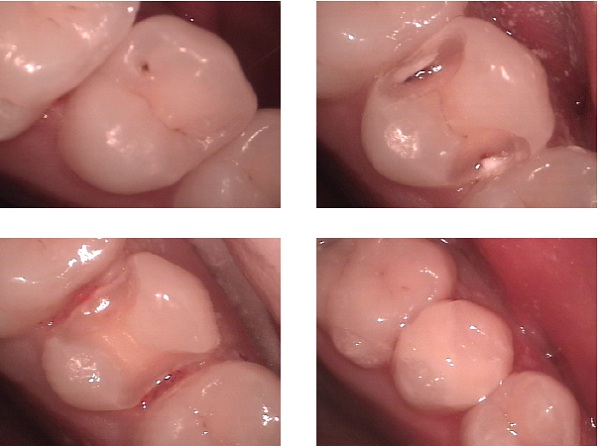
Restauració dental mitjançant resina composta

Els compostos dentals, comunament descrits als pacients com a empastaments o farciments blancs, són un grup de materials restauratius utilitzats en odontologia. Es poden utilitzar en restauracions directes per omplir les cavitats creades per la càries i el trauma dental, una acumulació menor per restablir el desgast de les dents (pèrdua de superfície de les dents no cariosa) i omplir petits buits entre les dents (xapa labial). Els compostos dentals també s’utilitzen com a restauració indirecta per fer corones i incrustacions al laboratori.
Aquests materials són similars als que s’utilitzen en farciments directes i són de color dental. La seva resistència i durabilitat no són tan elevades com les restauracions de porcellana o metall i són més propenses al desgast i a la decoloració. Com passa amb altres materials compostos, un compost dental consisteix típicament en una matriu a base de resina, que conté un metacrilat o acrilat modificat. Dos exemples d’aquests monòmers que s’utilitzen habitualment inclouen el bisfenol A - metacrilat de glicidil (BISMA) i el dimetacrilat d’uretà (UDMA), juntament amb el dimetacrilat de trietilenglicol (TEGMA). TEGMA és un comòmer que es pot utilitzar per controlar la viscositat, ja que Bis GMA és una molècula gran amb alta viscositat, per facilitar la seva manipulació clínica. Les partícules de farciment també donen resistència al desgast dels compostos. Les composicions varien àmpliament, amb mescles propietàries de resines que formen la matriu, així com gots de farciment dissenyats i vitroceràmica. S'utilitza un agent d'acoblament com el silà per millorar l'enllaç entre la matriu de resina i les partícules de farciment.
Després de la preparació de les dents, s’utilitza una imprimació prima o un agent adhesiu. Moderns materials compostos de foto-polimeritzat s'apliquen i es curen en capes relativament fines com es determina per la seva opacitat. Després de curar-se, la superfície final es modelarà i polirà.

### Ciment ionòmer de vidre
Un ciment ionòmer de vidre (GIC) és una classe de materials que s’utilitzen habitualment en odontologia com a materials d’ompliment directe o per a la restauració indirecta. El GIC també es pot col·locar com a material de revestiment en algunes restauracions per obtenir una protecció addicional. Aquests materials de color dental es van introduir el 1972 per utilitzar-los com a materials reparadors de les dents anteriors (especialment per a les zones erosionades).
El material consta de dos components principals: líquid i pols. El líquid és el component àcid que conté àcid poliacrílic i àcid tartàric (afegit per controlar les característiques de fixació). La pols és el component bàsic format per vidre d’alumino-silicat sòdic. Les propietats dels ciments ionòmers de vidre els converteixen en materials útils per a la restauració de lesions de càries en zones de baixa tensió, com ara superfícies llises i petites cavitats proximals anteriors a les dents primàries.
Avantatges d'utilitzar ciment ionòmer de vidre:
- L’addició d’àcid tartàric a GIC comporta un temps d’adaptació més curt, de manera que proporciona millors propietats de manipulació. D’aquesta manera, l’operari fa més fàcil l’ús del material a la clínica.
- El GIC no requereix unió, es pot unir a l'esmalt i la dentina sense la necessitat d’utilitzar un material intermedi. El GIC convencional també té una bona capacitat de segellat que proporciona poques fuites al voltant dels marges de restauració i redueix el risc de càries secundària.
- El GIC conté i allibera fluor després de col·locar-se, de manera que ajuda a prevenir lesions de càries a les dents.
- Té bones propietats tèrmiques, ja que l'expansió sota estímul és similar a la dentina.
- El material no es contrau quan es fixa, cosa que significa que no està sotmès a contracció ni microfiltracions.
- Els GIC també són menys susceptibles a les taques i al canvi de color que els compostos.

Inconvenients de l'ús de ciment ionòmer de vidre:
- Els GIC tenen una resistència al desgast deficient, solen ser febles i no són estables a l’aigua, però això milloren amb el pas del temps. A causa de la seva poca resistència, els GIC no són apropiats per col·locar-se a cavitats de zones amb un augment de la càrrega o desgast oclusal.
- El material és susceptible a la humitat quan es col·loca per primera vegada.
- El GIC varia en translucidesa, per tant, pot tenir una estètica deficient, especialment notable si es col·loca a les dents anteriors.

Iòmer de vidre modificat per resina
El ionòmer de vidre modificat amb resina es va desenvolupar per combinar els beneficis del ciment ionòmer de vidre amb la tecnologia composta. Es presenta en forma de pols / líquid. La pols conté vidre fluro-alumino-silicat, vidre de bari (proporciona radiopacitat), persulfat de potassi (un catalitzador redox per proporcionar curació de resina a la foscor) i altres components, com ara pigments. El líquid està format per HEMA (resina miscible amb aigua), àcid poliacrílic (amb grups de metacrilat penjants). Pot sofrir reaccions tant de base àcida com de polimerització) com d’àcid tartàric. També disposa de fotoiniciadors que permeten un curat lleuger.
L’ionòmer té diversos usos en odontologia. Es pot col·locar com a apòsit, aplicat com a segellador de fissures, col·locat a la cavitat d’accés endodòntic com a farciment temporal, com a agent seductor. També es pot utilitzar per restaurar lesions en la dentició primària i permanent. Són més fàcils d’utilitzar i són un grup de materials molt popular.
Avantatges d'utilitzar RMGIC:
- Proporciona un bon enllaç amb l'esmalt i la dentina.
- Té millors propietats físiques que els GIC.
- Una solubilitat més baixa en humitat.
- També allibera fluor amb el pas del temps.
- Proporciona una millor translucidesa i estètica en comparació amb GIC.
- Millors propietats de manipulació que faciliten el seu ús.

Inconvenients d'utilitzar RMGIC:
- La contracció de polimerització pot causar microfiltres al voltant dels marges de restauració
- Té una reacció de fixació exotèrmica que pot causar danys potencials al teixit dental.
- El material s’infla a causa de la captació d’aigua, ja que l’HEMA és extremadament hidròfil.
- Lixiviació de monòmers : L'HEMA és tòxic per a la polpa, per tant s'ha de polimeritzar completament.
- La força del material es redueix si no es cura amb llum.

GIC i RMGIC s’utilitzen en odontologia, hi haurà moments en què un d’aquests materials és millor que l’altre, però això depèn de la situació clínica. No obstant això, en la majoria dels casos, la facilitat d'ús és el factor decisiu.

### Compomer
Els compomers dentals són un altre tipus de material d’ompliment, tot i que el seu ús no està tan estès.
Els compostos es van formar modificant els compostos dentals amb poliàcid en un esforç per combinar les propietats desitjables dels compostos dentals, és a dir, la seva bona estètica i els ciments ionòmers de vidre, és a dir, la seva capacitat per alliberar fluor durant molt de temps. Tot i que aquesta combinació de bona estètica i alliberament de fluor pot semblar ideal, les seves pobres propietats mecàniques limiten el seu ús.
Els compomers tenen una resistència al desgast inferior i una resistència a la compressió, a la flexió i a la tracció inferior als compostos dentals, tot i que la seva resistència al desgast és superior als ciments ionòmers de vidre modificats amb resina i convencionals. No es poden adherir directament al teixit dental com els ciments ionòmers de vidre; necessiten un agent d’unió com els compostos dentals.
Els compomers es poden utilitzar com a material de revestiment de cavitats i com a material restaurador per a cavitats no portants. En odontologia pediàtrica, també es poden utilitzar com a material segellant de fissures.
Una versió de compomer es pot utilitzar per cimentar restauracions d'aliatge fos i ceràmica-metall i per cimentar bandes d'ortodòncia en pacients pediàtrics. Tanmateix, no s’ha d’utilitzar ciment de cimentació compomerat amb corones totalment ceràmiques.

### Porcellana

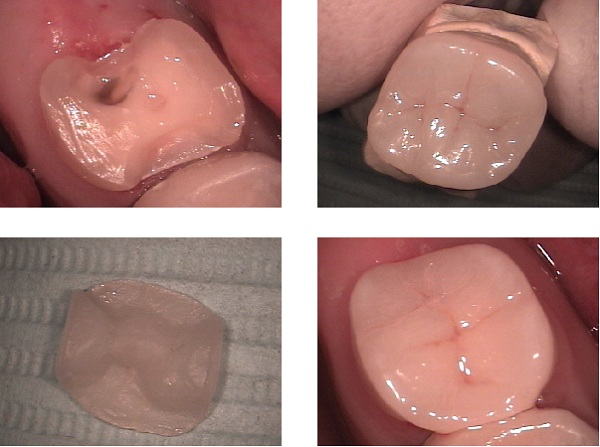
Onlay Dental totalment ceràmic per a una dent molar

Els materials dentals de porcellana inclouen la porcellana dental (porcellana que significa una ceràmica a alta temperatura de cocció), altres ceràmiques, materials de vidre sinteritzat i vitroceràmica com a farciments indirectes i corones o "corones de jaqueta" sense metalls. També s’utilitzen com a incrustacions, incrustacions i xapes estètiques. Una funda i xaoa és una closca de porcellana molt fina que pot substituir o tapar part de l'esmalt de la dent. Les restauracions de porcellana completa són especialment desitjables perquè el seu color i transluciditat imiten l'esmalt natural de les dents.
Un altre tipus és la porcellana fusionada amb metall, que s’utilitza per donar resistència a una corona o pont. Aquestes restauracions són molt fortes, duradores i resistents al desgast, perquè la combinació de porcellana i metall crea una restauració més forta que la porcellana que s’utilitza sola.
Un dels avantatges de l’odontologia computaritzada (tecnologies CAD / CAM) consisteix en l’ús de ceràmica mecanitzable que es sintetitza parcialment. Alguns dels materials utilitzats són la porcellana unida al vidre (Viablock), el vidre ceràmic de disilicat de liti (una ceràmica que cristal·litza a partir d’un vidre mitjançant un tractament tèrmic especial) i el zirconi estabilitzat de fase (diòxid de zirconi, ZrO ₂). Els intents anteriors d’utilitzar ceràmiques d’alt rendiment com l’òxid de zirconi es van veure frustrats pel fet que aquest material no es podia processar utilitzant els mètodes tradicionals utilitzats en odontologia. A causa de la seva elevada resistència i la seva resistència a la fractura comparativament molt més alta, l’òxid de zirconi sinteritzat es pot utilitzar en ponts i corones posteriors, d’implants i passadors de clavilles d’arrel. El disilicat de liti (utilitzat en el darrer producte CEREC de Restauració Econòmica de Ceràmica Estètica de Chairside) també té la resistència a la fractura necessària per al seu ús en molars. Algunes restauracions totalment ceràmiques, com ara la fosa de porcellana-alumina, estableixen l'estàndard de l’alta estètica en odontologia perquè són fortes i el seu color i transluciditat imiten l'esmalt natural de les dents. No tan estètics com els de porcellana fosa a ceràmica, molts dentistes no utilitzaran noves corones de zirconi "monolític" fabricades a màquina i disilicats de liti a les dents anteriors (anteriors).

### Comparació
- Els compostos i l’amalgama s’utilitzen principalment per a la restauració directa. Els compostos es poden fer de colors que coincideixin amb la dent i es pot polir la superfície un cop finalitzat el procediment d’ompliment.
- Els farcits d'amalgama creixen amb l'edat, poden esquerdar la dent i requereixen una reparació i un reemplaçament del farciment, però les probabilitats de filtració del farciment són menors.
- Els farciments compostos es redueixen amb l'edat i poden allunyar-se de la dent permetent la filtració. Si no s’observen fuites anticipades, es pot produir una decadència recurrent.
- Un estudi del 2003 va mostrar que els farciments tenen una vida útil finita: una mitjana de 12,8 anys per a les amalgames i 7,8 anys per a les resines compostes.[13] Els emplenaments fallen a causa de canvis en el farciment, la dent o la unió entre ells. La formació de cavitats secundàries també pot afectar la integritat estructural del farciment original. Es recomanen farciments per a restauracions petites o mitjanes.
- Les incrustacions són una alternativa de restauració indirecta més cara que els farciments directes. Se suposa que són més duradors, però els estudis a llarg termini no sempre detecten una taxa de fracàs significativament inferior de les ceràmiques[14] o compostes[15] en comparació amb els farciments directes compostos.
- La porcellana, el cobalt-crom i l’or s’utilitzen per a restauracions indirectes com corones i corones de cobertura parcial. Les porcellanes tradicionals són fràgils i no sempre es recomana per a restauracions molars. Algunes porcellanes dures causen un desgast excessiu de les dents oposades.

### Experimentals
L'Institut Nacional d'Investigació Dental dels Estats Units i organitzacions internacionals, així com proveïdors comercials, duen a terme investigacions sobre nous materials. El 2010, els investigadors van informar que van ser capaços d’estimular la mineralització d’una capa semblant a l'esmalt de fluorapatita in vivo. S'ha desenvolupat material de farciment compatible amb el teixit de la polpa; es podria utilitzar allà on abans es requeria un canal radicular o extracció, segons els informes del 2016.

## Restauració amb implants dentals
Els implants dentals són ancoratges col·locats a l’os, generalment fets de titani o aliatge de titani. Poden suportar restauracions dentals que substitueixin les dents que falten. Algunes aplicacions restauratives inclouen corones de suport, ponts o pròtesis dentals.

## Complicacions
Quan s'ha omplert una cavitat profunda, hi ha la possibilitat que el nervi s'hagi irritat. Això pot provocar sensibilitat a curt termini a substàncies calentes i fredes i dolor al picar la dent específica. Pot establir-se sol. Si no, es pot considerar un tractament alternatiu, com ara el tractament del canal radicular, per resoldre el dolor mantenint la dent.
En situacions en què s’ha perdut una quantitat relativament més gran d’estructura dental o s’ha substituït per un material d’ompliment, la resistència general de la dent es pot veure afectada. Això augmenta significativament el risc de fractura de la dent en el futur quan es posi un excés de força sobre la dent, com ara un trauma o triturar les dents a la nit, cosa que provoca la síndrome de les dents esquerdades .